# Slowdown
Slowdown ou lentidão em língua Portuguesa é um termo comumente utilizado em computadores e consoles para dar nome às lentidões em jogos causadas pelo processamento lento da placa gráfica ou do processador central. Esse processamento lento ocorre quando o processador fica sobrecarregado(como quando diversos elementos aparecem na tela simultâneamente)e o software precisa das informações em tempo real.
Diferentemente de slowdown, que é usado geralmente para jogos, quando um aplicativo trava em um computador esse recebe outro nome: crash.